# Ambicodamus darlingtoni
Espèce
Ambicodamus darlingtoni est une espèce d'araignées aranéomorphes de la famille des Nicodamidae.

## Distribution
Cette espèce est endémique de Nouvelle-Galles du Sud en Australie. Elle se rencontre sur le Barrington Tops.

## Description
Le mâle holotype mesure 3,92 mm.

## Étymologie
Cette espèce est nommée en l'honneur de Philip Jackson Darlington Jr..

## Publication originale
- Harvey, 1995 : The systematics of the spider family Nicodamidae (Araneae: Amaurobioidea). Invertebrate Taxonomy, vol. 9, no 2, p. 279-386.